# 托伊辰塔尔
托伊辰塔尔（發音：[ˈtɔʏtʃn̩ˌtaːl]）是德国萨克森-安哈尔特州萨勒县的市镇，面积90.63平方千米，2023年12月31日人口为12,712人。